# Euxoa zernyi
Euxoa zernyi is een vlinder uit de familie uilen (Noctuidae). De wetenschappelijke naam is voor het eerst geldig gepubliceerd in 1944 door Boursin.
De soort komt voor in Europa.